# 格爾夫帕克埃斯泰茨 (密西西比州)
格爾夫帕克埃斯泰茨（英語：Gulf Park Estates）是位於美國密西西比州傑克遜縣的普查規定居民點。

## 人口
根據2020年美國人口普查的數據，格爾夫帕克埃斯泰茨的面積為7.22平方千米，當中陸地面積為6.88平方千米，而水域面積為0.34平方千米。當地共有人口5972人，而人口密度為每平方千米827.15人。